# Soliskový hrebeň

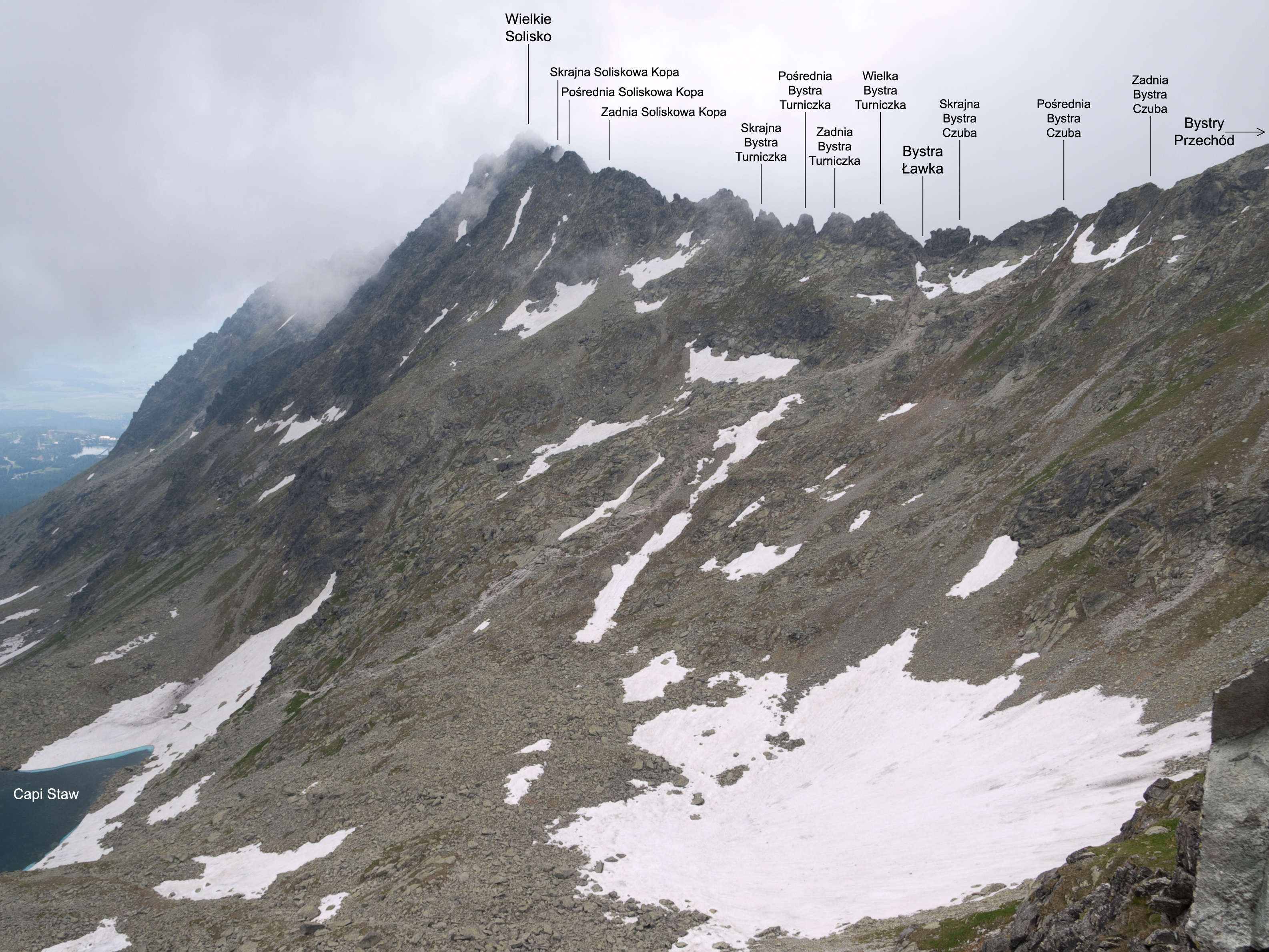
Severní část hřebene od Bystrého sedla po Veľké Solisko

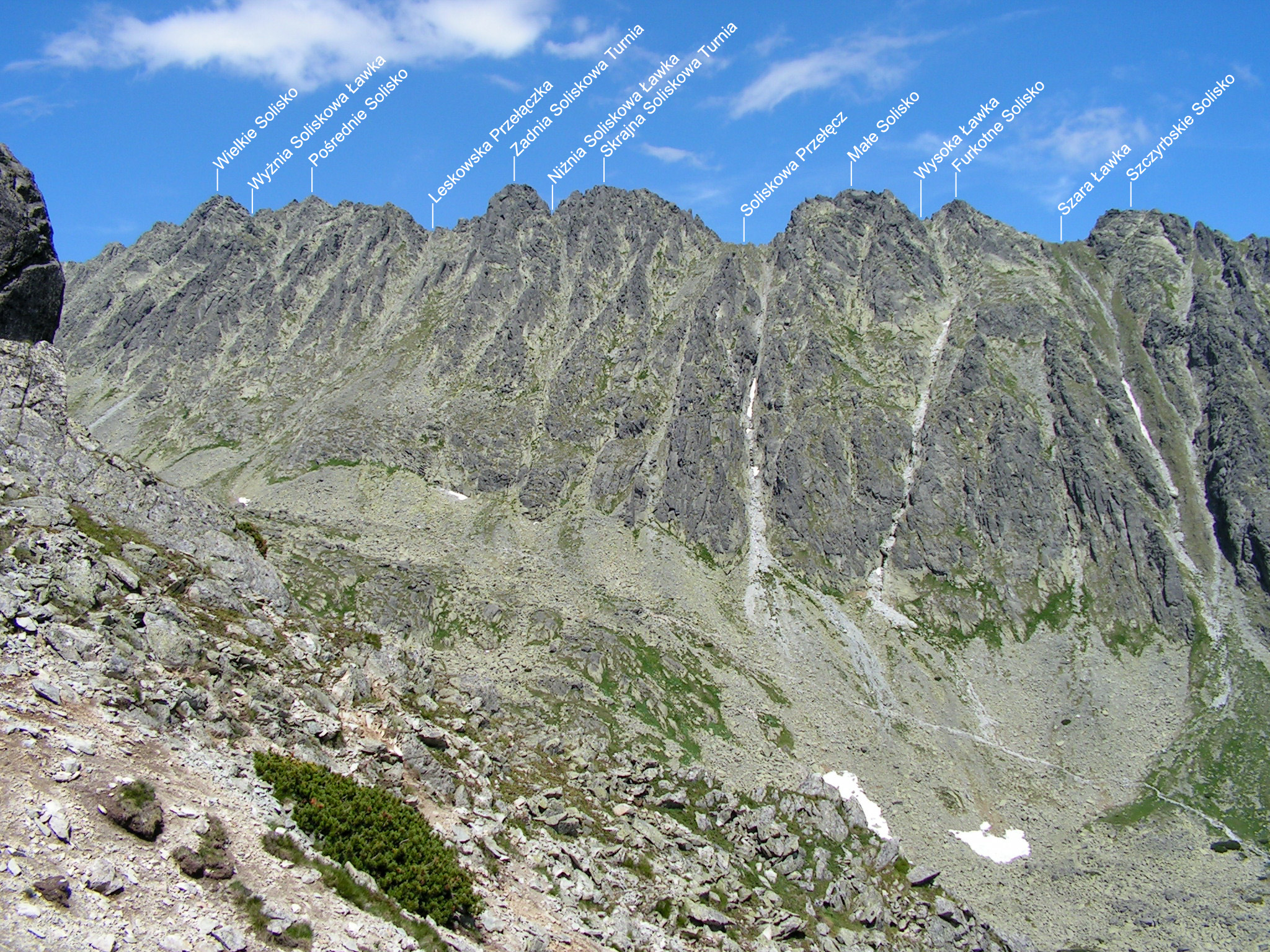
Soliskový hrebeň (od Veľkého Soliska po Štrbské Solisko) z Furkotské doliny

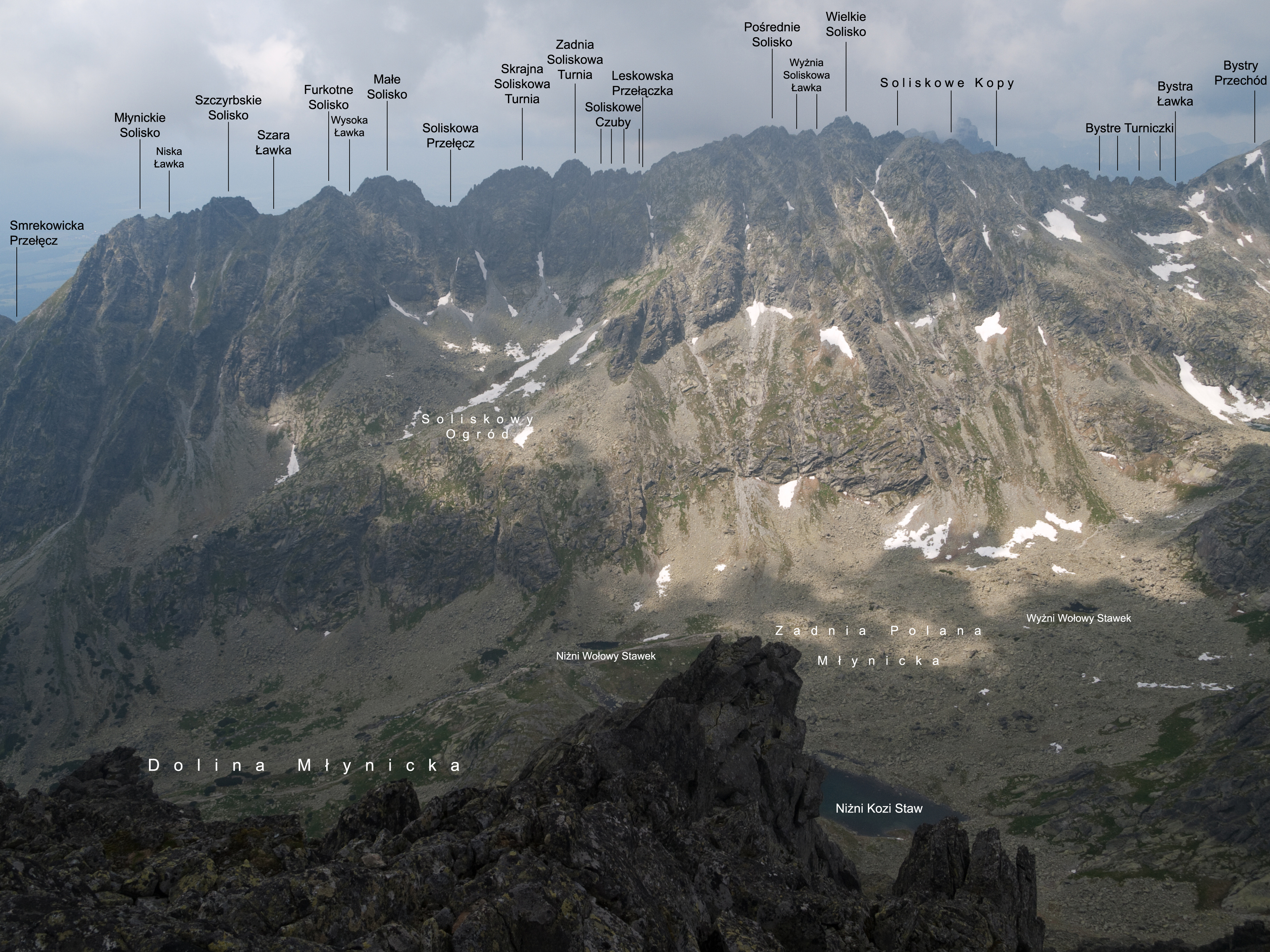
Soliskový hrebeň ze strany Mlynické doliny

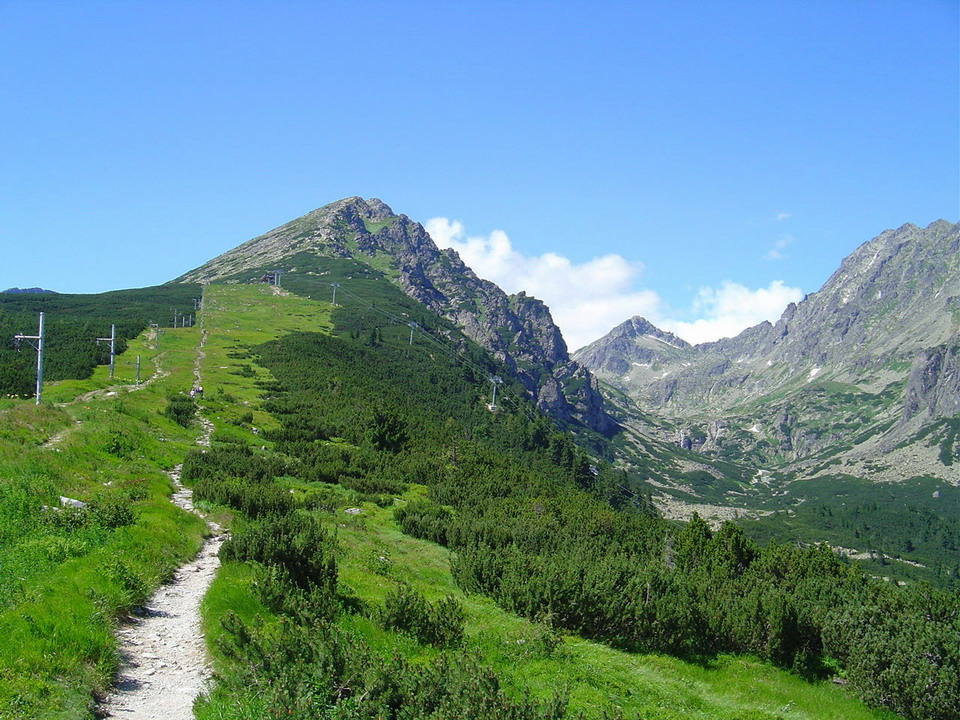
Soliskový hrebeň od Štrbského plesa

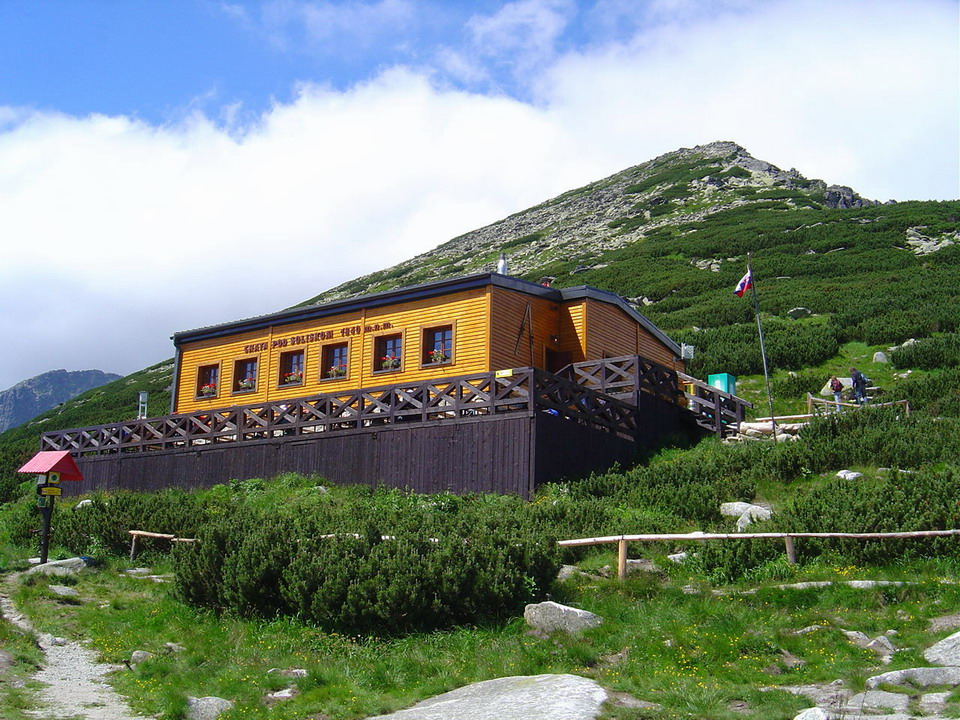
Chata pod Soliskom

Soliskový hrebeň (také Hrebeň Soliska, polsky Grań Soliska, maďarsky Szoliszkó-gerinc, německy Salzberggrat) je boční hřeben ve slovenské části Vysokých Tater. Od rozsochy Kriváně se odděluje ve Furkotském štítu a směřuje na jihovýchod (přesněji na jiho-jihovýchod) k Štrbskému plesu. Hřeben od sebe odděluje Furkotskou dolinu na jihozápadě a Mlynickou dolinu na severovýchodě.

## Průběh hřebene
|  | Slovenský název              | Polský název                | Nadmořská výška (m) | Souřadnice                       |
|  | ---------------------------- | --------------------------- | ------------------- | -------------------------------- |
|  | Furkotský štít               | Furkot                      | 2404                | 49°10′07″ s. š., 20°01′37″ v. d. |
|  | Bystré sedlo                 | Bystry Przechód             | 2314                | 49°10′05″ s. š., 20°01′40″ v. d. |
|  | Bystré hrby                  | Bystre Czuby                | —                   | —                                |
|  | Bystrá lávka                 | Bystra Ławka                | 2300                | 49°10′01″ s. š., 20°01′47″ v. d. |
|  | Bystré vežičky               | Bystre Turniczki            | —                   | —                                |
|  | Zadná Solisková štrbina      | Zadnia Soliskowa Szczerbina | —                   | —                                |
|  | Veľké Solisko                | Wielkie Solisko             | 2413                | 49°09′46″ s. š., 20°01′55″ v. d. |
|  | Solisková lávka              | Wyżnia Soliskowa Ławka      | —                   | 49°09′44″ s. š., 20°01′56″ v. d. |
|  | Prostredné Solisko           | Pośrednie Solisko           | 2400                | 49°09′43″ s. š., 20°01′56″ v. d. |
|  | Vyšná Solisková štrbina      | Leskowska Przełączka        | —                   | 49°09′36″ s. š., 20°01′56″ v. d. |
|  | Soliskové hrby               | Soliskowe Czuby             | —                   | 49°09′35″ s. š., 20°01′57″ v. d. |
|  | Prostredná Solisková štrbina | Pośrednia Soliskowa Ławka   | —                   | 49°09′34″ s. š., 20°01′57″ v. d. |
|  | Zadná Solisková veža         | Zadnia Soliskowa Turnia     | 2350                | 49°09′32″ s. š., 20°01′57″ v. d. |
|  | Nižná Solisková štrbina      | Niżnia Soliskowa Ławka      | 2325                | 49°09′32″ s. š., 20°01′56″ v. d. |
|  | Predná Solisková veža        | Skrajna Soliskowa Turnia    | 2342                | 49°09′29″ s. š., 20°01′57″ v. d. |
|  | Solisková štrbina            | Soliskowa Przełęcz          | 2285                | 49°09′27″ s. š., 20°01′59″ v. d. |
|  | Malé Solisko                 | Małe Solisko                | 2336                | 49°09′25″ s. š., 20°02′03″ v. d. |
|  | Vysoká lávka                 | Wysoka Ławka                | 2305                | 49°09′23″ s. š., 20°02′04″ v. d. |
|  | Furkotské Solisko            | Furkotne Solisko            | 2320                | 49°09′23″ s. š., 20°02′04″ v. d. |
|  | Šedá lávka                   | Szara Ławka                 | 2290                | 49°09′21″ s. š., 20°02′07″ v. d. |
|  | Štrbské Solisko              | Szczyrbskie Solisko         | 2320                | 49°09′19″ s. š., 20°02′08″ v. d. |
|  | Nízka lávka                  | Niska Ławka                 | —                   | 49°09′17″ s. š., 20°02′10″ v. d. |
|  | Mlynické Solisko             | Młynickie Solisko           | 2301                | 49°09′16″ s. š., 20°02′08″ v. d. |
|  | Soliskové sedlo              | Smrekowicka Przełęcz        | 2080                | 49°09′09″ s. š., 20°02′12″ v. d. |
|  | Predné Solisko               | Skrajne Solisko             | 2093                | 49°08′49″ s. š., 20°02′11″ v. d. |

## Přechody hřebene
První doložené přechody Soliskového hřebene:
- letní - na dvě části 3. a 10. června 1906 Günter Oskar Dyhrenfurth a Hermann Rumpelt
- zimní od Štrbského Soliska po Zadnou Soliskovou vežu - 25. března 1913 Julius Andreas Hefty a Lajos Rokfalusy
- zimní od Bystrého sedla po Soliskovou štrbinu - 12. května 1925 Adam Karpiński a Stefan Osiecki

## Turistické trasy
– žlutá značka vede od Štrbského plesa dnem Mylinické doliny kolem vodopádu Skok do sedla Bystrá lávka a pak Furkotskou dolinou zpět
 – červená značka vede od Chaty pod Soliskom na Predné Solisko